# Valerio Mazzola
Valerio Mazzola (Ferrara, 7 marzo 1988) è un cestista italiano che gioca nel ruolo di ala grande.

## Carriera
Dopo esser cresciuto nelle giovanili del Basket Club Ferrara e aver giocato 5 stagioni tra Serie A e Legadue il 28 marzo 2011 sottoscrive un contratto quadriennale con la Sutor Basket Montegranaro.
Nella stagione 2011-12 con Montegranaro gioca 28 partite realizzando 5,3 punti e 3,3 rimbalzi per incontro.
Nell'estate del 2012 rinegozia al ribasso il suo contratto che lo lega alla Sutor.
Il 10 luglio 2025, dopo 15 stagioni trascorse consecutivamente in serie A, accetta di scendere in A2, e firma con la Fortitudo Bologna.

## Statistiche

### Club
Campionato stagione regolare
| Stagione        | Squadra            | Competizione | Partite | Partite | Partite | Statistiche tiro | Statistiche tiro | Statistiche tiro | Altre statistiche | Altre statistiche | Altre statistiche | Altre statistiche | Altre statistiche |
| Stagione        | Squadra            | Competizione | Pres.   | Titol.  | Minuti  | Tiri da 2        | Tiri da 3        | Liberi           | Rimb.             | Assist            | Rubate            | Stopp.            | Punti             |
| --------------- | ------------------ | ------------ | ------- | ------- | ------- | ---------------- | ---------------- | ---------------- | ----------------- | ----------------- | ----------------- | ----------------- | ----------------- |
| 2006-2007       | B.C. Ferrara       | Legadue      | 5       | 0       | 14      | 0/1              | 0/0              | 0/0              | 4                 | 0                 | 1                 | 1                 | 0                 |
| 2007-2008       | B.C. Ferrara       | Legadue      | 1       | 0       | 4       | 0/0              | 0/0              | 2/2              | 1                 | 0                 | 0                 | 0                 | 2                 |
| 2008-2009       | B.C. Ferrara       | Serie A      | 14      | 0       | 42      | 1/5              | 0/2              | 1/2              | 8                 | 0                 | 4                 | 1                 | 3                 |
| 2009-2010       | B.C. Ferrara       | Serie A      | 19      | 5       | 192     | 17/29            | 5/10             | 8/11             | 31                | 3                 | 15                | 5                 | 57                |
| 2010-mar.       | B.C. Ferrara       | Legadue      | 25      | 13      | 568     | 67/113           | 10/39            | 31/51            | 141               | 18                | 41                | 8                 | 195               |
| mar.-2011       | Sutor Montegranaro | Serie A      | 6       | 0       | 33      | 2/7              | 0/0              | 0/0              | 7                 | 0                 | 1                 | 1                 | 4                 |
| 2011-2012       | Sutor Montegranaro | Serie A      | 28      | 11      | 508     | 62/115           | 6/19             | 6/10             | 91                | 22                | 29                | 6                 | 148               |
| 2012-2013       | Sutor Montegranaro | Serie A      | 26      | 4       | 451     | 32/66            | 5/27             | 10/18            | 95                | 20                | 9                 | 8                 | 89                |
| 2013-2014       | Sutor Montegranaro | Serie A      | 29      | 12      | 641     | 77/128           | 7/28             | 25/36            | 162               | 9                 | 15                | 10                | 200               |
| 2014-2015       | Virtus Bologna     | Serie A      | 30      | 7       | 695     | 73/156           | 5/39             | 55/64            | 192               | 28                | 18                | 14                | 216               |
| 2015-2016       | Virtus Bologna     | Serie A      | 29      | 22      | 751     | 59/130           | 28/90            | 38/54            | 169               | 28                | 20                | 8                 | 240               |
| 2016-2017       | Auxilium Torino    | Serie A      | 27      | 3       | 537     | 44/81            | 20/47            | 29/34            | 125               | 17                | 7                 | 5                 | 177               |
| 2017-2018       | Auxilium Torino    | Serie A      | 29      | 15      | 497     | 31/65            | 25/63            | 15/18            | 72                | 11                | 13                | 5                 | 152               |
| 2018-2019       | Reyer Venezia      | Serie A      | 22      | 12      | 276     | 8/20             | 19/45            | 8/10             | 39                | 10                | 10                | 2                 | 81                |
| 2019-2020       | Reyer Venezia      | Serie A      | 14      | 10      | 222     | 5/12             | 12/32            | 1/2              | 27                | 10                | 7                 | 0                 | 47                |
| Totale carriera |                    |              |         |         |         |                  |                  |                  |                   |                   |                   |                   |                   |

Campionato playoff
| Stagione        | Squadra        | Competizione    | Partite | Partite | Partite | Statistiche tiro | Statistiche tiro | Statistiche tiro | Altre statistiche | Altre statistiche | Altre statistiche | Altre statistiche | Altre statistiche |
| Stagione        | Squadra        | Competizione    | Pres.   | Titol.  | Minuti  | Tiri da 2        | Tiri da 3        | Liberi           | Rimb.             | Assist            | Rubate            | Stopp.            | Punti             |
| --------------- | -------------- | --------------- | ------- | ------- | ------- | ---------------- | ---------------- | ---------------- | ----------------- | ----------------- | ----------------- | ----------------- | ----------------- |
| 2014-2015       | Virtus Bologna | Playoff Serie A | 3       | 0       | 41      | 0/5              | 0/1              | 0/0              | 8                 | 2                 | 0                 | 0                 | 0                 |
| 2018-2019       | Reyer Venezia  | Playoff Serie A | 17      | 15      | 200     | 4/11             | 8/27             | 0/0              | 49                | 9                 | 7                 | 2                 | 32                |
| Totale carriera |                |                 |         |         |         |                  |                  |                  |                   |                   |                   |                   |                   |

Coppa Italia
| Stagione        | Squadra         | Competizione | Partite | Partite | Partite | Statistiche tiro | Statistiche tiro | Statistiche tiro | Altre statistiche | Altre statistiche | Altre statistiche | Altre statistiche | Altre statistiche |
| Stagione        | Squadra         | Competizione | Pres.   | Titol.  | Minuti  | Tiri da 2        | Tiri da 3        | Liberi           | Rimb.             | Assist            | Rubate            | Stopp.            | Punti             |
| --------------- | --------------- | ------------ | ------- | ------- | ------- | ---------------- | ---------------- | ---------------- | ----------------- | ----------------- | ----------------- | ----------------- | ----------------- |
| 2017-2018       | Auxilium Torino | Coppa Italia | 3       | 0       | 59      | 5/12             | 2/4              | 6/7              | 23                | 0                 | 2                 | 0                 | 22                |
| 2018-2019       | Reyer Venezia   | Coppa Italia | 1       | 1       | 16      | 0/0              | 2/2              | 0/0              | 3                 | 1                 | 1                 | 0                 | 6                 |
| 2019-2020       | Reyer Venezia   | Coppa Italia | 3       | 3       | 44      | 0/1              | 4/7              | 0/0              | 7                 | 1                 | 0                 | 1                 | 12                |
| Totale carriera |                 |              |         |         |         |                  |                  |                  |                   |                   |                   |                   |                   |

Eurocup
| Stagione        | Squadra         | Competizione | Partite | Partite | Partite | Statistiche tiro | Statistiche tiro | Statistiche tiro | Altre statistiche | Altre statistiche | Altre statistiche | Altre statistiche | Altre statistiche |
| Stagione        | Squadra         | Competizione | Pres.   | Titol.  | Minuti  | Tiri da 2        | Tiri da 3        | Liberi           | Rimb.             | Assist            | Rubate            | Stopp.            | Punti             |
| --------------- | --------------- | ------------ | ------- | ------- | ------- | ---------------- | ---------------- | ---------------- | ----------------- | ----------------- | ----------------- | ----------------- | ----------------- |
| 2017-2018       | Auxilium Torino | Eurocup      | 16      | 5       | 190     | 14/26            | 5/18             | 5/10             | 25                | 8                 | 6                 | 0                 | 48                |
| 2019-2020       | Reyer Venezia   | Eurocup      | 8       | 2       | 91      | 3/9              | 4/12             | 0/0              | 16                | 3                 | 3                 | 0                 | 18                |
| Totale carriera |                 |              |         |         |         |                  |                  |                  |                   |                   |                   |                   |                   |

Basketball Champions League
| Stagione        | Squadra       | Competizione | Partite | Partite | Partite | Statistiche tiro | Statistiche tiro | Statistiche tiro | Altre statistiche | Altre statistiche | Altre statistiche | Altre statistiche | Altre statistiche |
| Stagione        | Squadra       | Competizione | Pres.   | Titol.  | Minuti  | Tiri da 2        | Tiri da 3        | Liberi           | Rimb.             | Assist            | Rubate            | Stopp.            | Punti             |
| --------------- | ------------- | ------------ | ------- | ------- | ------- | ---------------- | ---------------- | ---------------- | ----------------- | ----------------- | ----------------- | ----------------- | ----------------- |
| 2018-2019       | Reyer Venezia | BCL          | 12      | 0       | 111     | 4/12             | 3/13             | 1/2              | 16                | 9                 | 4                 | 0                 | 18                |
| Totale carriera |               |              |         |         |         |                  |                  |                  |                   |                   |                   |                   |                   |

### Nazionale
| Cronologia completa delle presenze e dei punti in Nazionale - Italia | Cronologia completa delle presenze e dei punti in Nazionale - Italia | Cronologia completa delle presenze e dei punti in Nazionale - Italia | Cronologia completa delle presenze e dei punti in Nazionale - Italia | Cronologia completa delle presenze e dei punti in Nazionale - Italia | Cronologia completa delle presenze e dei punti in Nazionale - Italia | Cronologia completa delle presenze e dei punti in Nazionale - Italia | Cronologia completa delle presenze e dei punti in Nazionale - Italia |
| Data                                                                 | Città                                                                | In casa                                                              | Risultato                                                            | Ospiti                                                               | Competizione                                                         | Punti                                                                | Note                                                                 |
| -------------------------------------------------------------------- | -------------------------------------------------------------------- | -------------------------------------------------------------------- | -------------------------------------------------------------------- | -------------------------------------------------------------------- | -------------------------------------------------------------------- | -------------------------------------------------------------------- | -------------------------------------------------------------------- |
| 16/12/2012                                                           | Biella                                                               | Italia                                                               | 107 - 92                                                             | World Stars                                                          | All Star Game                                                        | 0                                                                    | [ 4 ]                                                                |
| 13/04/2014                                                           | Ancona                                                               | Italia                                                               | 76 - 59                                                              | World Stars                                                          | All Star Game                                                        | 6                                                                    | [ 5 ]                                                                |
| Totale                                                               |                                                                      | Presenze                                                             | 2                                                                    |                                                                      | Punti                                                                | 6                                                                    |                                                                      |

## Palmarès
- Coppa Italia: 2

Auxilium Torino: 2018
Reyer Venezia: 2020
- Campionato italiano: 1

Reyer Venezia: 2018-19